# Chamanthedon melanoptera
Chamanthedon melanoptera is een vlinder uit de familie wespvlinders (Sesiidae), onderfamilie Sesiinae.
Chamanthedon melanoptera is voor het eerst wetenschappelijk beschreven door Le Cerf in 1927. De soort komt voor in het Oriëntaals gebied.